# Ziekenhuisfinanciering
Ziekenhuisfinanciering is het financieringsstelsel van ziekenhuizen en is met ingang van 1 januari 2005 ingrijpend veranderd. Vanaf 1 januari zal het declareren van ziekenhuizen voor het grootste deel via Diagnosebehandelcombinaties (DBC's) lopen. Tot en met 31 december 2004 is de financiering van ziekenhuizen geregeld via budgettering.

## Budget
Een ziekenhuis krijgt van de Nederlandse Zorgautoriteit (NZa) jaarlijks een budget toegewezen. Dit budget is uit verschillende componenten samengesteld, onder andere:
- Het aantal inwoners van het verzorgingsgebied van het ziekenhuis
- Het aantal bedden van het ziekenhuis
- De verwachte "productie" die een ziekenhuis zal draaien

Het geld in dit budget wordt niet, zoals bij AWBZ instellingen, automatisch elke maand overgemaakt naar de zorginstelling. Het ziekenhuis moet zelf naar zorgverzekeraars, collega-ziekenhuizen en patiënten verrichtingen factureren om het geld binnen te krijgen. Verrichtingen zijn door de NZa vastgestelde medische handelingen waar een door de NZa vastgesteld tarief aan hangt. Een speciaal type verrichting is de verpleegdag.

## Debiteuren
De instellingen of personen waar naar gefactureerd wordt, de debiteuren, zijn een uit de volgende opties:
- Zorgverzekeraars. In de regel is in het ziekenhuis bekend waar een patiënt verzekerd is. Er wordt dan gefactureerd naar zijn zorgverzekeraar. Deze krijgt de declaraties van al zijn patiënten meestal in één keer opgestuurd. De meeste van deze declaraties gaan tegenwoordig elektronisch via declaratieportalen VECOZO en Infomedics. Het formaat waarmee wordt gecommuniceerd, wordt bepaald door Vektis. Zie ook de externe links onderaan de pagina.
- Collega-ziekenhuizen. Het komt voor dat een ziekenhuis bepaalde verrichtingen uitbesteedt omdat in het ziekenhuis zelf daarvoor de faciliteiten niet aanwezig zijn. In dat geval factureert het ziekenhuis of laboratorium dat de verrichtingen uitvoert naar het ziekenhuis dat de verrichting heeft aangevraagd. Deze laatste declareert de verrichting daarna bij de zorgverzekeraar of patiënt.
- Patiënten. In sommige gevallen is het ziekenhuis genoodzaakt de nota naar de patiënt te sturen. Dit geldt voor verrichtingen die niet door de zorgverzekeraar vergoed worden, zoals plastische chirurgie. Een andere oorzaak kan zijn dat de patiënt niet verzekerd is uit principe of door nalatigheid. Een derde mogelijkheid is dat de verzekering van de patiënt niet bekend is bij het ziekenhuis. In dat geval moet de patiënt de nota zelf indienen bij de zorgverzekeraar.